# 真名子
真名子（まなご）は福岡県北九州市八幡西区の地名。真名子一丁目から二丁目の町がある。住居表示実施済み。郵便番号は807-1144。

## 地理
八幡西区の南西端に位置し、北に楠橋下方，北東に楠橋東，東に楠橋南，南に大字野面，西に木屋瀬と接する。

### 河川
- 一級河川 笹尾川
- 普通河川 払川
- 普通河川 宮田川

## 地域の特徴
町域の西縁を笹尾川が北流し、真名子橋から町域に入った県道280号植木上上津役線が並行して走る。北西縁には筑豊電気鉄道線が走る。町域の東から西流する払川が、町域の北東から南流する宮田川と合流、さらに西流して笹尾川に注ぐ。北部をこれらの川を跨いで山陽新幹線の高架が横断する。また、町域のほぼ中央を長崎街道が横断する。町域の中央部に若干の勾配はあるが、ほぼ平坦な地形の住宅地。北部には水田が残る。

一丁目に楠橋保育所，北九州市立楠橋児童館，北九州市立楠橋中央集会所，真名子公民館、二丁目に社会福祉法人 絆の会，ミスターマックス 八幡西店などがある。

## 歴史
古くは黒田藩営のたたら場があり、真名子鉄山と呼ばれていた。また、周囲には木屋瀬炭鉱の鉱山が多くあり、石炭を輸送する目的として開業した鞍手軽便鉄道の真名子駅（後に木屋瀬駅へ改称）があった。木屋瀬駅は筑豊電気鉄道の木屋瀬駅とは無関係であり、現在の楠橋駅から南へ約200mの地点にあった。

### 地名の由来
大字楠橋の字、真名子より。

### 沿革
- 1988年（昭和63年）6月1日 - 真名子一丁目 - 二丁目新設[5][6]。

### 町名の変遷
| 実施内容          | 実施年月日               | 実施後       | 実施前                       |
| ----------------- | ------------------------ | ------------ | ---------------------------- |
| 町名新設 住居表示 | 1988年（昭和63年）6月1日 | 真名子一丁目 | 大字楠橋，大字木屋瀬の各一部 |
| 町名新設 住居表示 | 1988年（昭和63年）6月1日 | 真名子二丁目 | 大字楠橋，大字木屋瀬の各一部 |

## 世帯数と人口
2025年（令和7年）3月31日現在（北九州市発表）の世帯数と人口は以下の通りである。
| 町           | 世帯数  | 人口  |
| ------------ | ------- | ----- |
| 真名子一丁目 | 197世帯 | 349人 |
| 真名子二丁目 | 221世帯 | 430人 |
| 計           | 418世帯 | 779人 |

### 人口の変遷
国勢調査による人口の推移。
| 1995年（平成7年）  | 643人 | [ 7 ]  |  |
| 2000年（平成12年） | 675人 | [ 8 ]  |  |
| 2005年（平成17年） | 682人 | [ 9 ]  |  |
| 2010年（平成22年） | 587人 | [ 10 ] |  |
| 2015年（平成27年） | 750人 | [ 11 ] |  |
| 2020年（令和2年）  | 772人 | [ 12 ] |  |

### 世帯数の変遷
国勢調査による世帯数の推移。
| 1995年（平成7年）  | 229世帯 | [ 7 ]  |  |
| 2000年（平成12年） | 244世帯 | [ 8 ]  |  |
| 2005年（平成17年） | 255世帯 | [ 9 ]  |  |
| 2010年（平成22年） | 236世帯 | [ 10 ] |  |
| 2015年（平成27年） | 325世帯 | [ 11 ] |  |
| 2020年（令和2年）  | 366世帯 | [ 12 ] |  |

## 学区
市立小・中学校に通う場合、学区は以下の通りとなる。
| 町           | 街区 | 小学校               | 中学校               |
| ------------ | ---- | -------------------- | -------------------- |
| 真名子一丁目 | 全域 | 北九州市立楠橋小学校 | 北九州市立香月中学校 |
| 真名子二丁目 | 全域 | 北九州市立楠橋小学校 | 北九州市立香月中学校 |

## 交通

### バス
| 運行事業者                        | 停留所 | 系統 |
| --------------------------------- | ------ | ---- |
| おでかけ交通 (運行：第一観光バス) | 真名子 |      |

### 道路
- 県道280号植木上上津役線

## 施設

### 公共施設
- 北九州市立楠橋中央集会所
- 真名子公民館

### 商業施設
- ミスターマックス 八幡西店
- マックスバリュ 真名子店
- 西松屋 八幡真名子店

### 社会福祉施設
- 楠橋保育所
- 北九州市立楠橋児童館
- 社会福祉法人 絆の会

### 公園
- 楠橋中公園
- 真名子2号公園
- 真名子北公園